# Marsopstraße 30 (München)

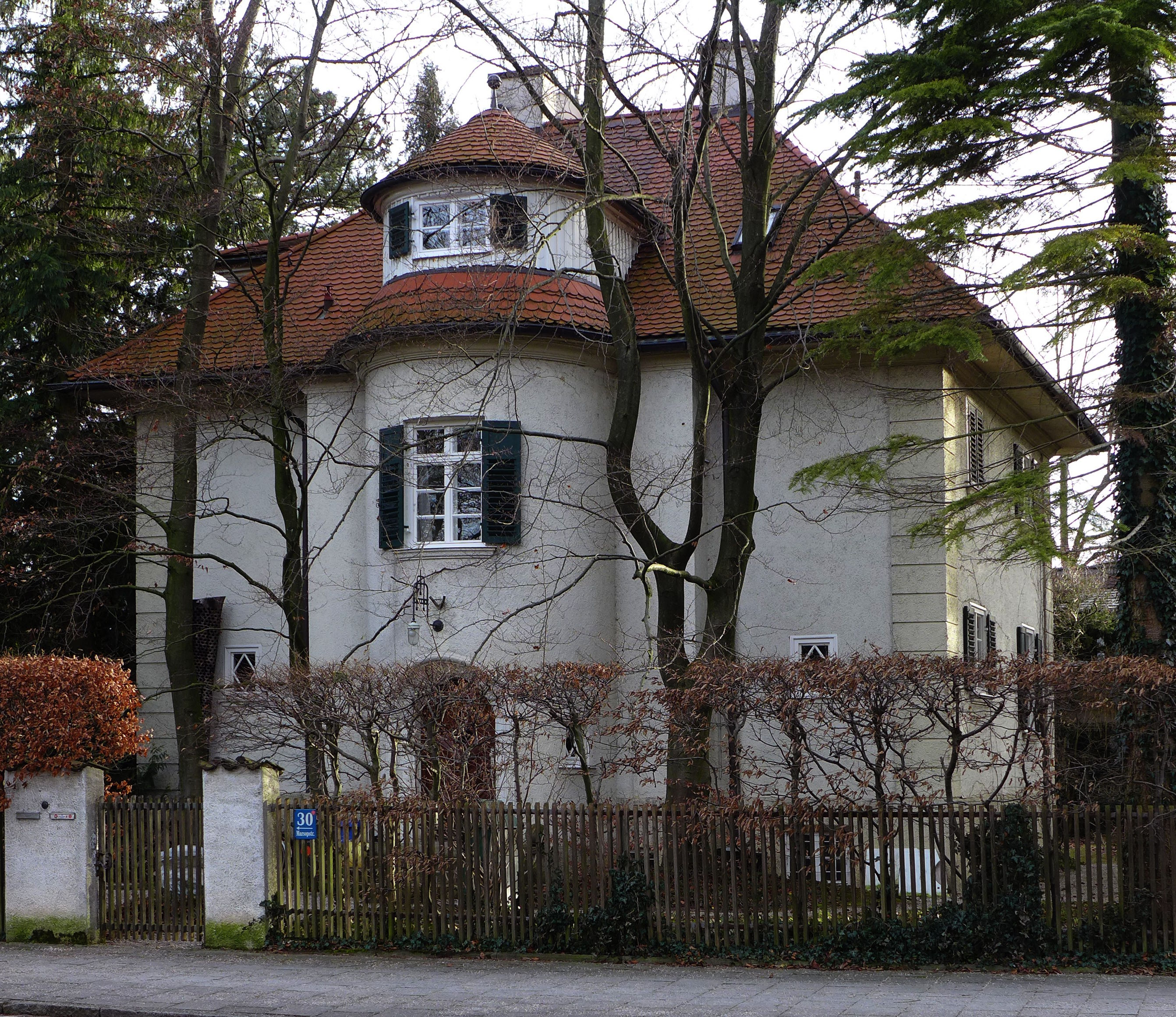
Villa Marsopstraße 30 im Stadtteil Obermenzing von München

Das Gebäude Marsopstraße 30 im Stadtteil Obermenzing der bayerischen Landeshauptstadt München wurde 1923 errichtet. Die Villa in Ecklage zur Schubaurstraße, die zur Villenkolonie Pasing I gehört, ist ein geschütztes Baudenkmal.
Der zweigeschossige Walmdachbau mit Putzfassade und zentralem halbrundem Treppenrisalit, Attikageschoss und Veranda wurde von Feye Peins errichtet. Die Räume gruppieren sich dreiseitig um das Treppenhaus.